# 얼론 (2020년 영화)
《얼론》(Alone)은 미국에서 제작된 자니 마틴 감독의 2020년 액션, 스릴러 영화이다. 타일러 포시, 도날드 서덜랜드가 주연으로 출연하였다. 이 영화에서는 좀비 아포칼립스 기간 중 한 젊은 남성이 자신의 아파트 안에서 자기 자신을 방어한다. 2020년 10월 16일 개봉하였다.

## 출연

### 주연
- 타일러 포시[3] - 에이단 역
- 도날드 서덜랜드[3] - 에드워드 역

### 조연
- 섬머 스피로 - 에바 역
- 로버트 리카드 - 브랜든 역
- 존 포시 - 에이단 아버지 역
- 브룩 스왈로 - 제시카 역
- 에릭 에테바리 - 잭 브라이언 역

## 기타
- 미술: 에릭 웨일러
- 세트: 안나 카라카로우
- 의상: 수잔 도에프너-세낙

## 같이 보기
- 살아있다